# Atta dissimilis
Atta dissimilis är en myrart som beskrevs av Jerdon 1851. Atta dissimilis ingår i släktet Atta och familjen myror. Inga underarter finns listade.